# Zahir Pajaziti
Zahir Pajaziti, född 1 november 1962, död 31 januari 1997, var en albansk politiker. Han medgrundade Ushtria Çlirimtare e Kosovës och var dess förste befälhavare. 